# کی مایکل هیز
کنت مایکل هیز (به انگلیسی: Kenneth Michael Hays) (متولد ۱۸ اکتبر ۱۹۵۲) مورخ معماری و استاد دانشگاه آمریکایی است. او در حال حاضر استاد تئوری معماری الیوت نویز مدرسه عالی طراحی هاروارد است و همچنین یکی از مدیران برنامه‌های دکترای مدرسه یعنی پی‌اچ‌دی و DDes یا دکترای طراحی است.

## تحصیلات
هیز در سال ۱۹۷۶ مدرک کارشناسی معماری خود را از موسسه تکنولوژی جورجیا دریافت کرد. او سپس به مدرسه معماری و برنامه‌ریزی موسسه تکنولوژی ماساچوست رفت که در آن‌جا کارشناسی ارشد در مطالعات پیشرفته در تاریخ و تئوری معماری در سال ۱۹۷۹ گرفت. عنوان پایان‌نامه‌اش مرجع، ارتباط، معنی: معرفت‌شناسی هنر یک واقع‌گرا نزد هنری ای میلون بود. در سال ۱۹۹۰، دوره پی‌اچ‌دی خود در در تاریخ، تئوری، و نقد معماری و هنر را در دانشکده معماری و برنامه‌ریزی MIT به اتمام رساند. تمرکز اصلی مطالعات او مدرنیسم اروپایی بود و رشتهٔ مینور او نظریه انتقادی بود. استنفورد اندرسون استاد مشاور پایان‌نامه‌اش بود و هیز دربارهٔ مدرنیسم و سوژهٔ پساانسانی: معماری هانس مایر و لودویگ هیلبرزایمر نوشت، که بعدها در کتابی با همین عنوان منتشر شد.

## زندگی حرفه‌ای
هیز نقشی اصلی در توسعه تئوری معماری در آمریکای شمالی ایفا کرده که برای او شهرت بین‌المللی فراهم آورده. تحقیقات و بورس تحصیلی او در زمینه مدرنیسم اروپایی و نظریه انتقادی، و همچنین بر مسائل تئوریک معماری معاصر متمرکز شده‌است. کارهای منتشر شدهٔ او دربارهٔ معماران مدرن مانند هانس مایر، لودویگ هیلبرسایمر و میس فن در روئه و همچنین در مورد چهره‌های معاصر مانند پیتر آیزنمن، برنارد چومی و کارهای آخر جان هیدوک است.
هیز بنیانگذار مجله پژوهشی معماری اسمبلج بود که تریبونی پیشرو در بحث تئوری معماری در آمریکای شمالی و اروپا بود.
از سال ۱۹۹۵ تا ۲۰۰۵، او کرسی کمیته پی‌اچ‌دی و مدیریت برنامه مستقل مطالعات پیشرفته دانشکده تحصیلات تکمیلی دانشگاه هاروارد را داشت. در سال ۲۰۰۰، او به عنوان اولین کمکْ نمایشگاه‌گردان معماری در موزه هنر آمریکایی ویتنی انتخاب شد، موقعیتی که تا سال ۲۰۰۹ در دست او بود.

## زندگی شخصی
هیز با همسرش، مارتا ان پیلگرین (که معمار و رئیس شرکت معماران پری دین راجرز است)، ساکن بوستون، ماساچوست هستند. آن‌ها یک پسر به نام هنری دارند.

## ترجمه آثار به فارسی
- مقدمه کتاب "ابژه‌های تکین معماری" (ژان نوول و ژان بودریار)، ترجمه احسان حنیف، تهران: کتاب فکرنو، ۱۳۹۹.

## آثار
- Modernism and the Posthumanist Subject: The Architecture of Hannes Meyer and Ludwig Hilberseimer (1992) شابک ‎۰۸۷۴۲۷۱۲۹۰
- Unprecedented Realism: The Architecture of Machado and Silvetti (1995) شابک ‎۱۵۶۸۹۸۰۰۳۵
- Hejduk's Chronotope (1996) شابک ‎۱۵۶۸۹۸۰۷۸۷
- Oppositions Reader: Selected Essays 1973-1984 (1998) شابک ‎۱۵۶۸۹۸۱۵۳۸
- Architecture Theory Since 1968 (2000) شابک ‎۰۲۶۲۵۸۱۸۸۴
- Introduction of The Singular Objects of Architecture (by Jean Baudrillard and Jean Nouvel) (2002) شابک ‎۰۸۱۶۶۳۹۱۲۴
- Sanctuaries: The Last Works of John Hejduk, with Maxwell L. Anderson, John Hejduk, Toshiko Mori (2002) شابک ‎۰۸۷۴۲۷۱۲۹۰
- Scanning: The Aberrant Architectures of Diller + Scofidio, with Aaron Betsky and Laurie Anderson (2003) شابک ‎۰۸۷۴۲۷۱۳۱۲
- Tschumi, with Giovanni Damiani and Marco De Michelis (2003) شابک ‎۰۷۸۹۳۰۸۹۱۶
- Buckminster Fuller: Starting with the Universe, with Dana A. Miller (2008) شابک ‎۰۳۰۰۱۲۶۲۰۴
- Architecture's Desire: Reading the Late Avant-Garde (2010) شابک ‎۹۷۸۰۲۶۲۵۱۳۰۲۹
- Constructing a New Agenda: Architectural Theory 1993-2009 (2010) شابک ‎۱۵۶۸۹۸۸۵۹۱
- Log 22, with numerous authors (2010) شابک ‎۰۹۸۳۶۴۹۱۰۳